# God Save the Queen (Queen)
God Save the Queen è un brano musicale del gruppo musicale britannico Queen del 1975, contenuto nel quarto album in studio A Night at the Opera. Il brano è una cover rock di God Save the Queen inno nazionale del Regno Unito e di alcune nazioni del Commonwealth.
God Save the Queen è stato riadattato da Brian May che suona alla chitarra la melodia principale dell'inno, con una ricca armonizzazione ottenuta attraverso numerose sovraincisioni, secondo il suo stile caratteristico; l'orchestrazione è completata da sottofondo di timpani e piatti.
Venne utilizzato dalla band come pezzo finale di ogni concerto a partire dal 1974 (anno dell'originale incisione, senza però essere inclusa in Sheer Heart Attack), quando mentre il gruppo sostava sul palco a raccogliere le ovazioni degli spettatori partiva la registrazione della cover (la complessità dell'arrangiamento non avrebbe permesso di riprodurre dal vivo lo stesso impatto), e tutto il pubblico cominciava a cantare l'inno originale. Spesso in questi momenti Freddie Mercury ringraziava gli spettatori per essere venuti.
Quando nel 2002 eseguì la sua versione di God Save the Queen sul tetto di Buckingham Palace in occasione del Giubileo della Regina, Brian May dichiarò di intendere l'esibizione come una sorta di omaggio alla versione di The Star-Spangled Banner suonata da Jimi Hendrix al Festival di Woodstock.